# Кравченко, Сергей Сергеевич
Серге́й Серге́евич Кра́вченко (укр. Сергій Сергійович Кравченко; род. 24 апреля 1983[…], Донецк) — украинский футболист, центральный полузащитник.

## Биография

### Клубная карьера
Воспитанник «Олимпик-УОР» и «Донбас» (Донецк). Выступал за «Шахтёр-3» (2002—2004). Перед началом сезона 2005/06 перешёл в клуб «Карабах». Играл за «Ворсклу» (2005—2008). В Высшей лиге чемпионата Украины дебютировал 5 марта 2006 («Ворскла» — «Черноморец» — 1:2). Стал основным игроком «Ворсклы», и её лидером. Затем играл за «Динамо» (Киев) (2009).
В конце декабря 2009 года перешёл в днепропетровский «Днепр», вместе с Виталием Мандзюком. Сыграл в основном составе в первом же официальном матче команды в 2010 году, 28 февраля.
В июле 2014 года был отправлен на полгода в аренду в «Волынь». Но через некоторое время аренда была отозвана из-за ухода из «Днепра» Руслана Ротаня.
В июле 2015 года перешёл на полгода в аренду в «Волынь».
В феврале 2021 года перешёл в «Черноморец».
8 Января 2023 года заявил об окончании карьеры футболиста в своем instagram аккаунте.

### Карьера в сборной
Игрок национальной сборной Украины (10 матчей). Свой первый гол за сборную забил в ворота Польши 20 августа 2008 на львовском стадионе «Украина». 1 июня 2011 года сыграл в товарищеском матче против Узбекистана (2:0), Кравченко на поле провёл всего 5 минут.
В конце мая 2013 года он был вызван в сборную в Михаилом Фоменко на товарищеский матч против Камеруна 2 июня и встречу в рамках квалификации на чемпионат мира 2014 против Черногории 7 июня.

## Достижения
«Динамо» (Киев)
- Чемпион Украины: 2008/09
- Обладатель Суперкубка Украины: 2009

«Днепр»
- Финалист Лиги Европы УЕФА: 2014/15

## Семья
Сын Сергея Кравченко, в прошлом полузащитника «Шахтёра».